# 心房性ナトリウム利尿ペプチド

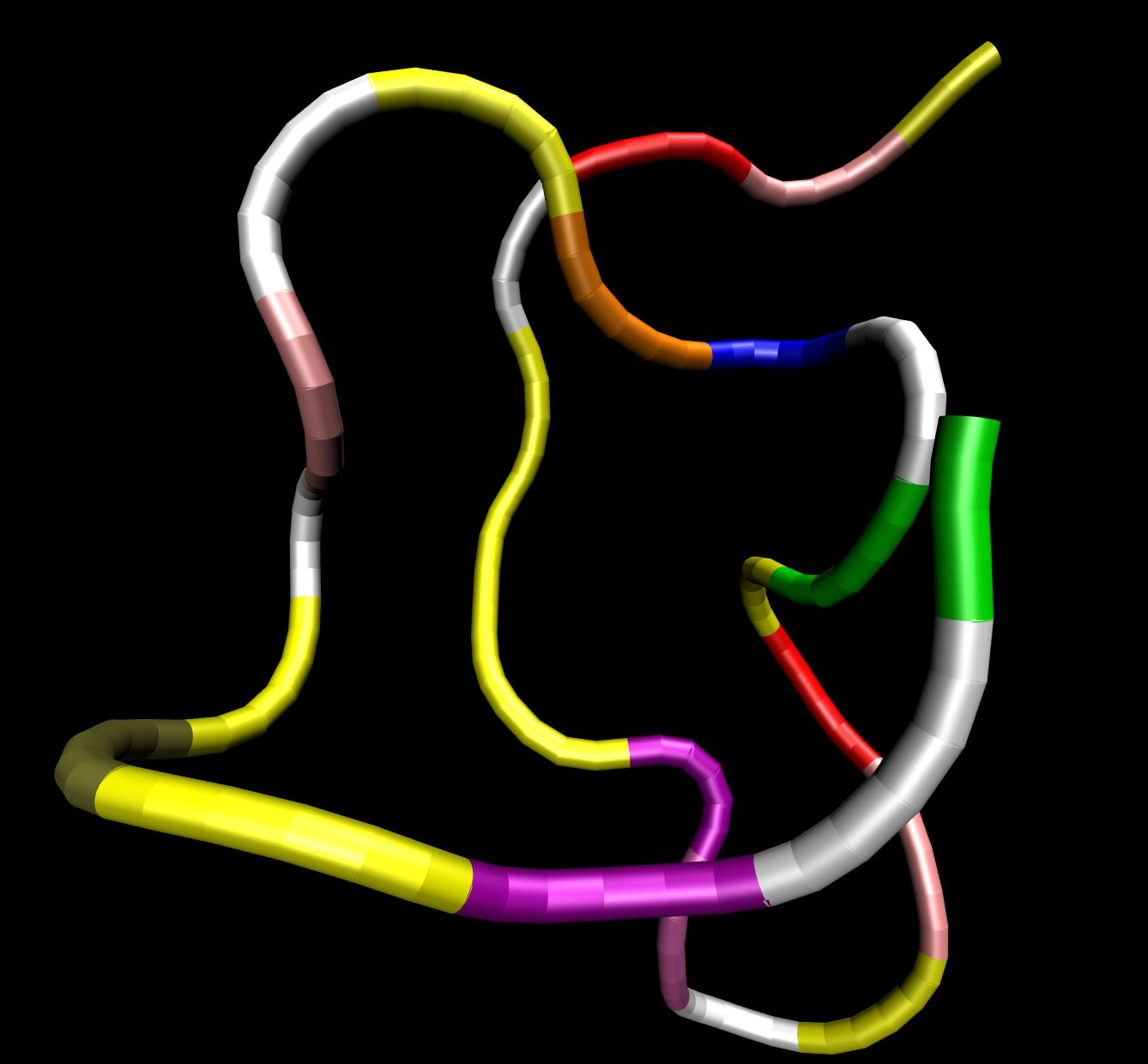
ANPの構造

心房性ナトリウム利尿ペプチド（しんぼうせいナトリウムりにょうペプチド、英語名：Atrial Natriuretic Peptide、ANP ）は、生理活性を持つアミノ酸28個からなるペプチドの1種であり、主に心房で生合成して貯蔵され、必要に応じて血液中に分泌され、ホルモンとして作用する。

## 作用
心房性ナトリウム利尿ペプチドが血中に分泌されると、末梢血管を拡張させることによって血管抵抗を下げ、これによって心臓の負荷を軽減する。また腎臓で、心房性ナトリウム利尿ペプチドは水分の排泄を促進させる方向の作用（利尿作用）を持ち、これによって体液量を減らして心臓の負荷を下げる。これらの作用によって、心房性ナトリウム利尿ペプチドは血圧降下作用物質として働く。

## 発見
心房細胞に顆粒があり何らかのホルモンがあるのではないかと言われていたが、カナダのド・ボールド（Adolfo J. de Bold）らが1981年に、血管拡張作用とナトリウム利尿作用があることを示した。カナダのフライン（T. Geoffrey Flynn）らが1983年にラットのアミノ酸配列を決定し、ヒトの配列は宮崎医科大学（現宮崎大学医学部）の寒川賢治と松尾壽之らによって報告された。ヒトのANPはhANPと称されることもある。

## 配列
H-Ser-Leu-Arg-Arg-Ser-Ser-Cys-Phe-Gly-Gly-Arg-Met-Asp-Arg-Ile-Gly-Ala-Gln-Ser-Gly-Leu-Gly-Cys-Asn-Ser-Phe-Arg-Tyr-OH

## 医療への応用
- 血液中のhANP濃度測定が行われる。hANP濃度は心不全の程度を反映する。
- カルペリチド（α型hANP）製剤、商品名ハンプが、急性心不全の治療薬として上市されている。
- 肺がんの転移を抑制[2]することが報告されている。